# Exclusió mútua (biologia)
En ecologia i biologia, l' exclusió mútua és un tipus de relació interespecífica que té lloc entre dues espècies de manera que els és completament impossible viure junts. De tal forma que quan una espècie apareix, l'altra està absent i viceversa, per causes atribuïbles al comportament competitiu d'ambdós.
Normalment ocorre quan una de les espècies altera l'hàbitat de manera que la vida li és impossible a l'altra, podent viure perfectament en el mateix hàbitat en absència de l'altra espècie.
En éssers humans, ha donat peu a la teoria de la regalia.